# Killington (Vermont)
Killington è un comune degli Stati Uniti d'America, situato nello Stato del Vermont e in particolare nella contea di Rutland.
Fino al 1999 la località era nota come Sherburne.